# Rauenthaler Gehrn

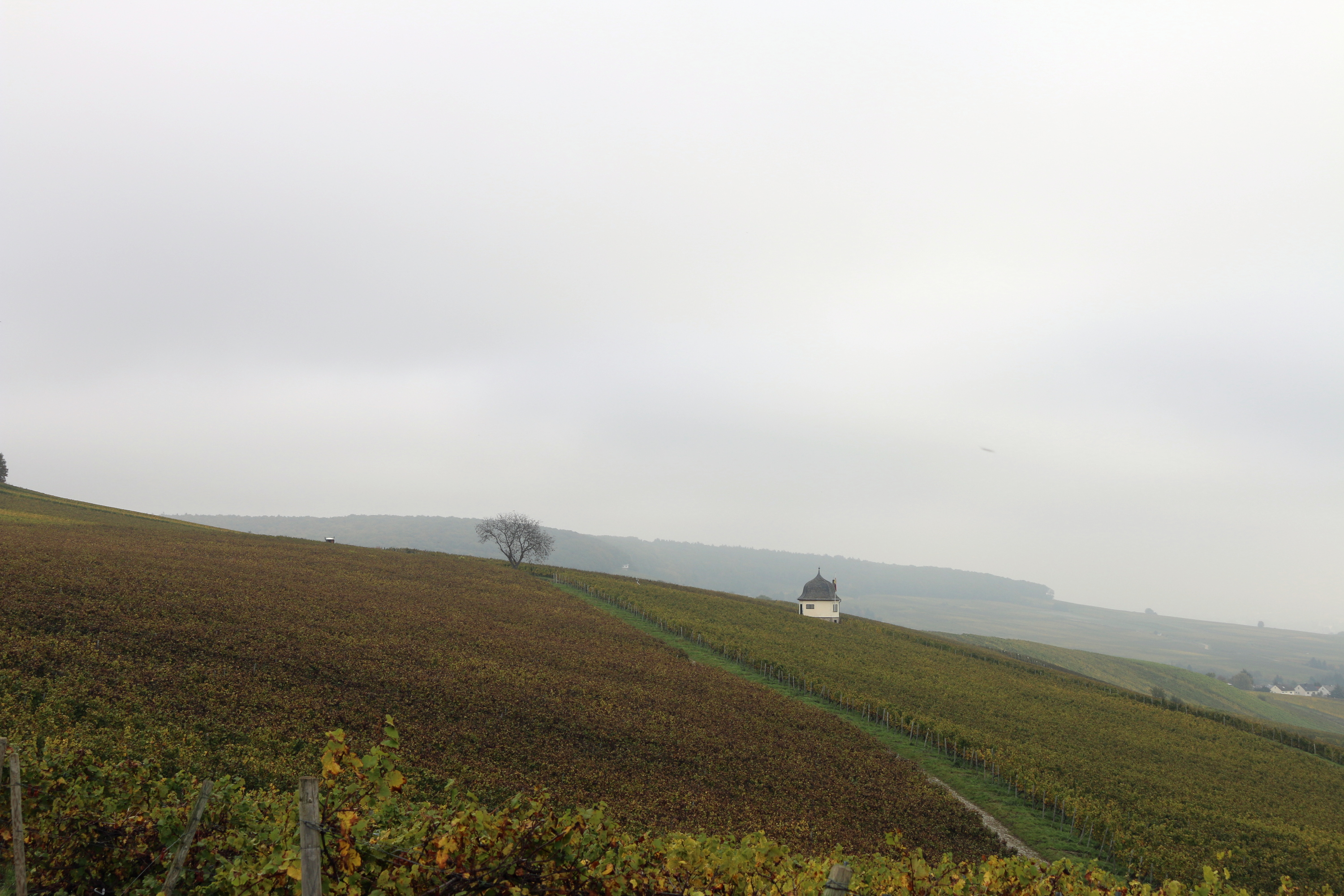
Blick auf den Rauenthaler Gehrn und den sogenannten Gehrn-Tempel

Der Gehrn ist eine Weinlage im Rheingau nördlich von Eltville am Rhein, östlich von Kiedrich, westlich von Martinsthal, südwestlich von Rauenthal und liegt in mittlerer Höhe auf dem Südhang der Bubenhäuser Höhe. Diese Lage gehört zur Rauenthaler Großlage Steinmächer und grenzt an die Lagen Langenstück im Norden, Rothenberg im Osten, Wülfen im Süden und Baiken im Süden und Westen. Gemeinsam mit zwölf weiteren Lagen zählt der Gehrn zu den Weinbergen I. Klasse, deren Lagenklassifizierung 1867 in dem von Friedrich Wilhelm Dünkelberg herausgegebenen Werk Der nassauische Weinbau beschrieben wurde.

## Namensherkunft
Der Lagenname soll sich auf das keilförmig abgegrenzte Geländeareal beziehen, das damit an die Spitze eines Wurfspießes erinnert, germanisch Ger genannt.

## Bodencharakteristik
Im Rauenthaler Gehrn findet man mittel- und tiefgründige Phyllitböden und kleine Flächen aus Serizitgneis. Die teilweise vorhandenen Lösse und tiefgründigen Lösslehme sorgen für gute Wasser- und Nährstoffversorgung der Reben.

## Weincharakteristik
Die Weine sind geschmacklich mit denen der benachbarten Lagen Baiken und Wülfen vergleichbar und zeigen ein angenehmes Spiel aus elegant-mineralischer Säure und einer besonderen Aromatik; sie verfügen über eine gute Lagerfähigkeit.